# Canottaggio ai Giochi della XXXII Olimpiade - 2 senza maschile
Il 2 senza maschile dei Giochi della XXXII Olimpiade si è svolta tra il 24 e il 29 luglio 2021. Hanno partecipato 13 equipaggi.
La gara è stata vinta dall'equipaggio croato composto da Martin Sinković e Valent Sinković.

## Formato
La competizione si è svolta su tre turni, in ognuno dei quali i primi tre classificati di ogni batteria avanzano al turno successivo. Gli equipaggi eliminati al primo turno competono in una batteria di ripescaggio, la quale qualifica altri tre equipaggi al secondo turno.
Gli equipaggi eliminati nelle semifinali hanno partecipato alla Finale B.

## Programma
| Data           | Ora (UTC+9) | Turno          |
| -------------- | ----------- | -------------- |
| 24 luglio 2021 | 09:50       | Batterie       |
| 25 luglio 2021 | 09:40       | Ripescaggi     |
| 28 luglio 2021 | 12:00       | Semifinale A/B |
| 29 luglio 2021 | 08:30       | Finale B       |
| 29 luglio 2021 | 09:18       | Finale A       |

## Risultati

### Batterie
| Pos. | Atleti                                     | Nazione     | Tempo   | Note  |
| ---- | ------------------------------------------ | ----------- | ------- | ----- |
| 1    | Marius Cozmiuc Ciprian Tudosă              | Romania     | 6:33.86 | S A/B |
| 2    | Niki van Sprang Guillaume Krommenhoek      | Paesi Bassi | 6:36.42 | S A/B |
| 3    | Martin Mackovic Milos Vasic                | Serbia      | 6:43.18 | S A/B |
| 4    | Jaime Canalejo Pazos Javier Garcia Ordonez | Spagna      | 6:53.33 | R     |
| 5    | Luc Daffarn Jake Green                     | Sudafrica   | 7:04.03 | R     |

| Pos. | Atleti                              | Nazione       | Tempo   | Note  |
| ---- | ----------------------------------- | ------------- | ------- | ----- |
| 1    | Sam Hardy Joshua Hicks              | Australia     | 6:42.74 | S A/B |
| 2    | Giovanni Abagnale Marco Di Costanzo | Italia        | 6:48.74 | S A/B |
| 3    | Brook Robertson Stephen Jones       | Nuova Zelanda | 6:56.53 | S A/B |
| 4    | Thibaud Turlan Guillaume Turlan     | Francia       | 7:09.79 | R     |

| Pos. | Atleti                           | Nazione     | Tempo   | Note  |
| ---- | -------------------------------- | ----------- | ------- | ----- |
| 1    | Martin Sinković Valent Sinković  | Croazia     | 6:32.41 | S A/B |
| 2    | Frederic Vystavel Joachim Sutton | Danimarca   | 6:36.93 | S A/B |
| 3    | Kai Langerfeld Colin McCabe      | Canada      | 6:40.99 | S A/B |
| 4    | Dzmitry Furman Siarhei Valadzko  | Bielorussia | 7:05.65 | R     |

### Ripescaggio
| Pos. | Atleti                                     | Nazione     | Tempo   | Note |
| ---- | ------------------------------------------ | ----------- | ------- | ---- |
| 1    | Jaime Canalejo Pazos Javier Garcia Ordonez | Spagna      | 6:47.06 | Q    |
| 2    | Thibaud Turlan Guillaume Turlan            | Francia     | 6:49.06 | Q    |
| 3    | Dzmitry Furman Siarhei Valadzko            | Bielorussia | 6:52.82 | Q    |
| 4    | Luc Daffarn Jake Green                     | Sudafrica   | 6:57.01 |      |

### Semifinali

#### Semifinale A/B 1
| Pos. | Atleti                                     | Nazione       | Tempo   | Note |
| ---- | ------------------------------------------ | ------------- | ------- | ---- |
| 1    | Marius Cozmiuc Ciprian Tudosă              | Romania       | 6:13.51 | FA   |
| 2    | Frederic Vystavel Joachim Sutton           | Danimarca     | 6:14.88 | FA   |
| 3    | Jaime Canalejo Pazos Javier Garcia Ordonez | Spagna        | 6:16.25 | FA   |
| 4    | Sam Hardy Joshua Hicks                     | Australia     | 6:19.30 | FB   |
| 5    | Dzmitry Furman Siarhei Valadzko            | Bielorussia   | 6:30.66 | FB   |
| 6    | Brook Robertson Stephen Jones              | Nuova Zelanda | 6:41.46 | FB   |

#### Semifinale A/B 2
| Pos. | Atleti                                | Nazione     | Tempo   | Note |
| ---- | ------------------------------------- | ----------- | ------- | ---- |
| 1    | Martin Sinković Valent Sinković       | Croazia     | 6:15.63 | FA   |
| 2    | Martin Mackovic Milos Vasic           | Serbia      | 6:17.47 | FA   |
| 3    | Kai Langerfeld Colin McCabe           | Canada      | 6:19.15 | FA   |
| 4    | Niki van Sprang Guillaume Krommenhoek | Paesi Bassi | 6:19.57 | FB   |
| 5    | Giovanni Abagnale Vincenzo Abbagnale  | Italia      | 6:20.29 | FB   |
| 6    | Thibaud Turlan Guillaume Turlan       | Francia     | 6:52.24 | FB   |

### Finali
| Pos. | Atleti                                | Nazione       | Tempo   | Note |
| ---- | ------------------------------------- | ------------- | ------- | ---- |
| 7    | Niki van Sprang Guillaume Krommenhoek | Paesi Bassi   | 6:22.75 |      |
| 8    | Dzmitry Furman Siarhei Valadzko       | Bielorussia   | 6:25.88 |      |
| 9    | Thibaud Turlan Guillaume Turlan       | Francia       | 6:28.01 |      |
| 10   | Sam Hardy Joshua Hicks                | Australia     | 6:30.20 |      |
| 11   | Giovanni Abagnale Vincenzo Abbagnale  | Italia        | 6:31.43 |      |
| 12   | Brook Robertson Stephen Jones         | Nuova Zelanda | 6:38.30 |      |

| Pos. | Atleti                                     | Nazione   | Tempo   | Note |
| ---- | ------------------------------------------ | --------- | ------- | ---- |
|      | Martin Sinković Valent Sinković            | Croazia   | 6:15.29 |      |
|      | Marius Cozmiuc Ciprian Tudosă              | Romania   | 6:16.58 |      |
|      | Frederic Vystavel Joachim Sutton           | Danimarca | 6:19.88 |      |
| 4    | Kai Langerfeld Colin McCabe                | Canada    | 6:20.43 |      |
| 5    | Martin Mackovic Milos Vasic                | Serbia    | 6:22.34 |      |
| 6    | Jaime Canalejo Pazos Javier Garcia Ordonez | Spagna    | 6:25.25 |      |